# Claudio Bonansea
Claudio Bonansea (Bricherasio, 17 agosto 1951) è un politico italiano.

## Biografia
Ha lavorato come bancario, prima di diventare imprenditore agricolo. Attivo politicamente fin dalla giovane età nella Democrazia Cristiana, ricopre il ruolo di sindaco di Bricherasio dal 1985 al 1990. Dal 1990 al 1994 è assessore alla Provincia di Torino per la DC e assessore comunale a Bricherasio.
Dopo lo scioglimento della DC viene candidato ed eletto senatore alle Elezioni politiche del 1994 nelle file del Centro Cristiano Democratico, ricoprendo tale ruolo fino alla scadenza anticipata della legislatura nel 1996. Ricandidato al Senato alle Elezioni politiche del 1996, non viene rieletto.
Dal 2002 al 2008 è stato amministratore delegato della Consepi Spa. Nel 2004 viene rieletto consigliere comunale a Bricherasio in una lista di centro.
Viene eletto consigliere provinciale a Torino nel 2009 nella lista civica di centro-destra "Claudia Porchietto è ora", successivamente aderisce al Popolo della Libertà; sempre nel 2009 è anche rieletto consigliere comunale a Bricherasio: conclude entrambi i mandati istituzionali nel 2014.